# コスモバルク記念
コスモバルク記念（コスモバルクきねん）は、ホッカイドウ競馬・門別競馬場で施行される地方競馬の重賞競走である。サッポロビールより優勝杯の提供を受けており、正式名称は「サッポロビール杯 コスモバルク記念」と表記される。

## 概要
地方競馬所属馬として初めて国際GI（シンガポール航空インターナショナルカップ）を制し、中央競馬への遠征でも重賞3勝、GIの皐月賞とジャパンカップで2着となるなど、ホッカイドウ競馬を代表する競走馬として活躍したコスモバルクを讃え、2011年に新設。第1回より施行日にあわせて、コスモバルクを門別競馬場のパドックでお披露目するイベントも行われている。
ホッカイドウ競馬では特定の競走馬名を冠した重賞競走が長らく設けられておらず、本競走は特徴的である。
4歳以上の馬にとっては、本競走がシーズン最初の重賞となる。3歳馬も出走可能だが、有力馬は直前に行われる北斗盃へ出走するケースが多い。
2022年まで地方全国交流の条件で行われていたが、2023年から地方全国交流ではなくなっている。

### 条件・賞金等（2025年）
出走条件
サラブレッド系3歳以上、北海道所属。
負担重量
別定
賞金額
1着600万円、2着168万円、3着126万円、4着80万円、5着42万円。
副賞
スタリオンシリーズに指定されており、ゴールドシップの次年度配合権利が優勝馬生産牧場への副賞となっている。

### 過去の副賞
スタリオンシリーズ競走に指定されており、以下に掲げる種牡馬の次年度種付権が副賞として贈られた。
| 年     | 種牡馬         | 付与対象者 | 出典   |
| ------ | -------------- | ---------- | ------ |
| 2011年 | コンデュイット |            | [ 4 ]  |
| 2012年 | コンデュイット | 馬主       | [ 5 ]  |
| 2013年 | コンデュイット | 生産牧場   | [ 6 ]  |
| 2014年 | コンデュイット | 生産牧場   | [ 7 ]  |
| 2015年 | ダンカーク     | 生産牧場   | [ 8 ]  |
| 2016年 | ゴールドシップ | 生産牧場   | [ 9 ]  |
| 2017年 | ゴールドシップ | 生産牧場   |        |
| 2018年 | ゴールドシップ | 生産牧場   |        |
| 2019年 | ゴールドシップ | 生産牧場   | [ 10 ] |
| 2020年 | ゴールドシップ | 生産牧場   |        |
| 2021年 | ゴールドシップ | 生産牧場   |        |
| 2022年 | ゴールドシップ | 生産牧場   |        |
| 2023年 | ゴールドシップ | 生産牧場   | [ 11 ] |
| 2024年 | ゴールドシップ | 生産牧場   | [ 12 ] |

## 歴史
- 2011年 - サラブレッド系3歳以上の競走馬による重賞競走として創設、門別競馬場のダート1800mで施行。H2に格付け。
- 2015年 - 格付けをH3に変更。
- 2020年 - 格付けをH2に変更。

### 歴代優勝馬
すべて門別競馬場ダートコースで施行。
| 回数   | 施行日        | 距離  | 頭数 | 優勝馬             | 性齢 | 所属   | タイム | 優勝騎手 | 管理調教師 |
| ------ | ------------- | ----- | ---- | ------------------ | ---- | ------ | ------ | -------- | ---------- |
| 第1回  | 2011年5月5日  | 1800m | 14頭 | クラキンコ         | 牝4  | 北海道 | 1:56.0 | 小国博行 | 堂山芳則   |
| 第2回  | 2012年5月4日  | 1800m | 12頭 | ジョーモルデュー   | 牡8  | 北海道 | 1:52.8 | 服部茂史 | 田中淳司   |
| 第3回  | 2013年5月3日  | 1800m | 14頭 | ショウリダバンザイ | 牝6  | 北海道 | 1:55.5 | 井上俊彦 | 林和弘     |
| 第4回  | 2014年4月29日 | 1800m | 12頭 | バルーン           | 牡7  | 北海道 | 1:56.5 | 井上俊彦 | 林和弘     |
| 第5回  | 2015年4月29日 | 1800m | 11頭 | ウルトラカイザー   | 牡7  | 北海道 | 1:54.6 | 井上俊彦 | 林和弘     |
| 第6回  | 2016年4月28日 | 1800m | 10頭 | ウルトラカイザー   | 牡8  | 北海道 | 1:54.9 | 井上俊彦 | 林和弘     |
| 第7回  | 2017年4月26日 | 1800m | 10頭 | オヤコダカ         | 牡5  | 北海道 | 1:53.1 | 石川倭   | 米川昇     |
| 第8回  | 2018年4月25日 | 1800m | 10頭 | スーパーステション | 牡4  | 北海道 | 1:54.9 | 阿部龍   | 角川秀樹   |
| 第9回  | 2019年4月23日 | 1800m | 7頭  | スーパーステション | 牡5  | 北海道 | 1:55.7 | 阿部龍   | 角川秀樹   |
| 第10回 | 2020年4月23日 | 1800m | 9頭  | ドラゴンエアル     | 牡9  | 北海道 | 1:56.7 | 服部茂史 | 田中淳司   |
| 第11回 | 2021年5月4日  | 1800m | 9頭  | クインズサターン   | 牡8  | 北海道 | 1:55.5 | 落合玄太 | 安田武広   |
| 第12回 | 2022年4月21日 | 1800m | 9頭  | テーオーフォース   | 牡7  | 北海道 | 1:58.1 | 服部茂史 | 田中淳司   |
| 第13回 | 2023年5月11日 | 1800m | 10頭 | シルトプレ         | 牡4  | 北海道 | 1:53.8 | 石川倭   | 米川昇     |
| 第14回 | 2024年5月9日  | 1800m | 9頭  | ベルピット         | 牡4  | 北海道 | 1:53.6 | 桑村真明 | 角川秀樹   |
| 第15回 | 2025年5月8日  | 1800m | 9頭  | ベルピット         | 牡5  | 北海道 | 1:53.5 | 桑村真明 | 角川秀樹   |

### 各回競走結果の出典
- コスモバルク記念 歴代優勝馬（地方競馬全国協会）